# Se întâmplă numai duminica
Se întâmplă numai duminica sau Se întîmplă numai duminica (titlul original: în poloneză Zawsze w niedziele) este un film 
de comedie polonez format din trei nuvele despre sport, realizat în 1966 de regizorul Ryszard Ber, protagoniști fiind actorii Jerzy Turek, Jolanta Bohdal și Maciej Damięcki. 
Este filmul de debut în regie și scenariu al lui Ryszard Ber.

## Rezumat

### Prima duminică: Povestea fotbalului
Prima istorioară povestește despre un portar de fotbal ghinionist, Antoni, care spre regretul soției, continuă să „încălzească banca de rezerve”. Odată însă, bunul său prieten și concurent înbolnăvindu-se nu a putut juca. Rezerva eternă are în sfârșit șansa. Dar, contrar proverbului „niciodată nu e prea târziu”, soarta răutăcioasă îi joacă din nou o festă.

#### Distribuția
- Jerzy Turek – portarul Antoni Krawczyk
- Kalina Jędrusik – Irena Krawczyk, soția lui Antoni
- Józef Nalberczak – portarul Franciszek Korban
- Ludwik Benoit – Balak, susținător al lui „Stal” („Oțelul”)
- Andrzej Jędrzejewski – președintele „Stal”-ului
- Krzysztof Litwin – fotoreporterul Maliniak
- Grzegorz Roman – Kajtek, fiul lui Korban
- Mieczysław Waśkowski – susținător al lui „Stal”
- Wojciech Urbanowicz – un fotoreporter
- Ryszard Krawiarz – un fotbalist

### Duminica a doua: Nuvela despre atletism
A doua poveste combină o temă de sport cu cea de dragoste. Hanka Morawska și Piotr Wolski sunt sportivi care se îndrăgostesc unul de celălalt. Dar antrenorii lor sunt nemiloși. Antrenamentele constante, taberele de antrenament și taberele de condiționare înseamnă că tinerii se pot întâlni doar la competiții. De aceea, amândoi sunt în permanență în stres. Are această iubire vreo șansă când mii de ochi curioși sunt mereu pe tine?

#### Distribuția
- Jolanta Bohdal – Hanka Morawska
- Bogdan Baer – Walczak, antrenorul Hankăi
- Jan Kobuszewski – Ziobro, antrenorul lui Piotra
- Stefan Knothe – săritorul cu prăjina Piotr Wolski (voce – Jan Machulski)
- Bogusław Sochnacki – Waldek
- Tomasz Zaliwski – săritorul cu prăjina Jan Grochowiak
- Jan Paweł Kruk – discobolul Felek
- Andrzej Mrozek – concurentul „sensibil”

### Duminica a treia: Nuvela despre ciclism
A treia nuvelă, încununând ciclul, are loc într-un mediu ciclist. Un orășel tocmai se pregătește să-i întâmpine pe cicliștii care termină aici o etapă a cursei. Norocul face ca această etapă să fie câștigată de un concurent pe care toată lumea îl cunoaște aici „de la o vârstă fragedă”. Autoritățile locale fac totul pentru a sărbători victoria favoritului lor. Însă văzând ce se întâmplă, el se hotărește să scape de discursuri pompoase, banchete, urale și decorații.

#### Distribuția
- Maciej Damięcki – ciclistul Adam Bobek
- Wojciech Siemion – presedintele comitetului de organizare a etapei
- Mieczysław Stoor – Brok, asociatul presedintelui
- Saturnin Żórawski – Maniewski
- Maria Kaniewska – Anna Bobkowa, mama lui Adam
- Mariusz Dmochowski – Henryk Bobek, tatăl lui Adam
- Jacek Fedorowicz – un crainic radio
- Gustaw Lutkiewicz – antrenorul cicliștilor clubului „Stal”
- Stanisław Milski – Pyrtok, profesor de istorie, fostul profesor al lui Adam
- Włodzimierz Skoczylas – poetul Kowalski
- Zygmunt Zintel – maistru la o fabrică de piane
- Zdzisław Leśniak – vecinul lui Bobek
- Leonard Pietraszak – ciclistul Kordecki
- Krzysztof Chamiec – președintele MRN
- Stefan Friedmann – angajat al fabricii de piane
- Cezary Julski – profesorul de educație fizică, fost profesor al lui Adam
- Andrzej Fedorowicz – ciclistul pe podium